# Al Fattan Marine Towers
Las Al Fattan Marine Towers son un complejo de rascacielos ubicado en Dubai Marina, Dubái, Emiratos Árabes Unidos. Las torres se sitúan en Jumeirah Beach Residence, un complejo residencial y hotelero de 40 torres y 7 000 unidades situado en Dubai Marina. Las Al Fattan Marine Towers consisten en dos torres gemelas de 50 plantas, Al Fattan Tower y Oasis Beach Tower, compuestas por apartamentos que se han vendido a inversores y propietarios. Las dos torres tienen una altura de 245 m (804 ft) y una altura de azotea de 230 m (755 ft), y son los edificios más altos de Jumeirah Beach Residence. La construcción fue completada en 2006. Posteriormente, el promotor, Al Fattan Properties LLC construyó un edificio comercial y de oficinas de 12 plantas en una parcela adyacente entre las torres y Dubai Marina, restringiendo las vistas de Dubai Marina desde las torres. En 2012 Al Fattan comenzó la construcción de dos torres en la playa en frente de las torres, que obstruyen las vistas del mar desde las Al Fattan Marine Towers. Al Fattan había demolido previamente un hotel de 10 plantas situado en la parcela, el Oasis Hotel, que había construido hace una década. Originalmente, Al Fattan propuso construir una torre de 97 plantas en la parcela, llamada Burj Al Fattan. Sin embargo, posteriormente se dividió el proyecto en dos torres.
Al Fattan Properties LLC fue fundada en 1974 por su presidente Musabbeh Rashid Al Fattan, quien ha sido miembro del equipo ejecutivo del jeque Mohammed bin Rashid Al Maktoum, vicepresidente y primer ministro de los Emiratos Árabes y monarca de Dubái durante más de 30 años. Su asociación con la familia real de Dubái comenzó en 1972, cuando fue uno de los cadetes enviados por el difunto jeque Maktoum bin Rashid Al Maktoum, antiguo monarca de Dubái, para estudios superiores en la Escuela de Policía de Irak. Musabbeh atribuye el éxito de su compañía a la visión y el liderazgo del actual monarca de Dubái, mostrando una foto del jeque Maktoun en la página web de su empresa que dice  "Al Fattan agradece a Su Alteza el Jeque Mohammad Bin Rashid Al Maktoum, vicepresidente y primer ministro de los Emiratos Árabes Unidos y monarca de Dubái, por su visión y liderazgo sin el cual no hubiera sido posible nuestro éxito como promotora."
Al Fattan Properties LLC es un gran promotor de villas, oficinas, hoteles y resorts. Un importante proyecto completado en 2012 es un resort de 5 estrellas y 250 habitaciones en primera línea de playa en Palm Jumeirah que contiene 28 residencias de lujo. El resort, administrado por la cadena turca de hotles de lujo Rixos Hotels se llama Rixos The Palm Dubai.